# Sobre las olas

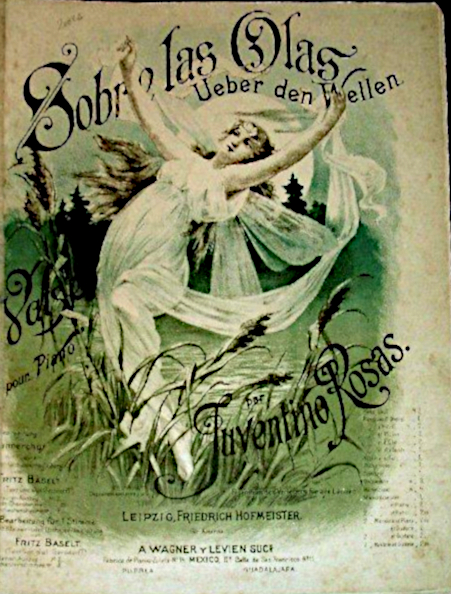
Portada de la partitura de piano.

Sobre las olas es un vals del compositor mexicano Juventino Rosas Cadena, compuesto alrededor de 1885 y el cual es hasta nuestros días una de las piezas musicales mexicanas más populares y que más ha trascendido a nivel internacional.

### Composición
Hay diferentes anécdotas sobre el momento en el que Juventino habría compuesto el vals. Una señala que lo hizo estando ante la mesa de la cocina, mientras escuchaba el ruido del agua de una fábrica cercana.

Otra versión, más apegada al romanticismo amoroso con el que luego se identificará el vals, es la que nos narra el escritor y folklorista Rubén M. Campos con base en testimonios de contemporáneos al compositor:
Juventino estaba enamorado de la señorita Mariana Carvajal, hermana de su amigo Fidencio, y los amigos supervivientes del músico dicen que mientras ella lavaba en el río, Juventino, sentado en el ribazo norte, concibió y compuso para ella en su violín el vals Sobre las olas, que primero se llamó A la orilla del arroyo. Esto pasó el año de 1885,
En todo caso, ambas versiones coinciden en que fue en el pueblo de Santa María Cuautepec —hoy Cuautepec de Madero, en la delegación Gustavo A. Madero de la Ciudad de México— en donde Rosas vivió de 1884 a 1887, la geografía en la que se compuso este famoso vals.

### Publicación
Durante un año el vals se tocó solamente en Cuautepec, pero al interpretarlo su autor en la Ciudad de México se hizo popular entre las orquestas capitalinas. Fue Miguel Ríos Toledano quien transcribió al piano el vals y lo bautizó como Sobre las olas. A principios de 1888, Rosas firmó un contrato con la casa Wagner y Levien mediante el cual vendió los derechos del schottisch Lazos de amor y del vals Sobre las olas. Ese mismo año, las dos obras fueron editadas con los números de lámina tipográfica “W.y.L.071” y “W.y.L.076”.

### Características
En términos melódicos y en relación con el resto de los valses de Juventino Rosas, Sobre las olas es el más sencillo. En su sentido rítmico, también es sencillo, ya que Rosas empleó “[…] solamente las figuras más sencillas del vals: la blanca con punto, la blanca y la negra”.

### Letra
Aunque en su momento y aún en nuestros días el vals se conoce acompañado de una letra, es difícil hablar de una “letra” original. Más bien, debido a la fama nacional e internacional de la pieza, se puede hablar de muchas diferentes letras que se adaptaron a la melodía. Ninguna de las letras sería achacable a Juventino Rosas, pese a que en ocasiones así se ha hecho erróneamente.
En México, entre 1909 y 1911, encontramos dos versiones líricas diferentes en las hojas volantes editadas por Antonio Vanegas Arroyo como parte de su serie El cancionero popular. La de 1909 comienza:

Soy un marinero

que nací en el centro del mar

y sobre las olas mi destino

ha sido el navegar

hasta no encontrar

a la joven que debo adorar,

porque por ella me encuentro

sobre de las olas inmensas del mar.

La de 1911 comienza:

Cuando yo crucé

las inmensas olas del mar,

y por ti anhelé

del marino la gloria alcanzar.

Sobre las quietas olas, 

olvidando del mar el furor,

¡ay! qué bellas horas

me paseaba pensando en tu amor.

Una de las versiones líricas más conocidas es la que cantó Pedro Infante. Ésta ha quedado registrado en el Cancionero popular mexicano y comienza:

En la inmensidad de las olas flotando te vi

y al irte a salvar por tu vida la vida perdí.

Tu dulce visión en mi alma indeleble grabó

la tierna pasión que la dicha 

y la paz me robó.

En España y Chile parece haber tenido popularidad la letra que comienza:

Olas que al llegar

Plañideras, muriendo a mis pies,

Nuevas del bogar

Para cada viajero traéis.

Si no me decís

Que hay un ángel que aguarda el bajel,

Mi cuerpo infeliz

Para siempre en la arena envolved.

Además de las anteriores, seguramente ha habido muchas otras letras que se han adaptado a la melodía de Sobre las olas y que son muestra de la popularidad y gran arraigo de esta canción en la cultura popular.